# Fernando Seabra
Fernando Seabra (São Paulo, Brasil, 19 de junio de 1977) es un entrenador de fútbol brasileño. Actualmente dirige al Red Bull Bragantino.

## Trayectoria
Nacido en São Paulo, Seabra comenzó su carrera como entrenador asistente del Assisense en 2006. Posteriormente trabajó en el Grêmio Barueri en el mismo cargo, antes de hacerse cargo de las categorías inferiores del PAEC y del Red Bull Brasil.
El 8 de junio de 2013, fue nombrado entrenador del Red Bull Brasil para la Copa Paulista de ese año.Posteriormente, trabajó en la plantilla de otros clubes de su estado natal, antes de convertirse en analista de desarrollo del Ceará en enero de 2015.
Entre 2016 y 2017, Seabra fue coordinador del equipo B del Santos, siendo destituido en abril de 2017.En ese mismo año, se incorporó al Corinthians como coordinador juvenil, siendo luego asistente de Eduardo Barroca en el equipo sub-20.
En febrero de 2020, dejó el Timão para incorporarse al Athletico Paranaense como entrenador del equipo sub-17.Se mudó al Desportivo Brasil al año siguiente, siendo inicialmente entrenador del sub-20 antes de hacerse cargo del equipo principal el 14 de diciembre de 2021.El 28 de febrero de 2022, dejó al DB de mutuo acuerdoy fue anunciado como entrenador sub-20 del Cruzeiro el 8 de marzo.
El 29 de agosto de 2023 fue nombrado entrenador interino del primer equipo, en sustitución de Pepa.Seabra dirigió el empate 0-0 en casa contra el Red Bull Bragantino el 3 de septiembre de 2023, y volvió a su cargo anterior dos días después, tras el nombramiento de Zé Ricardo. En noviembre fue asistente de Paulo Autuori en las últimas jornadas de la temporada.
El 30 de enero de 2024, Seabra fue anunciado como entrenador del Red Bull Bragantino II.El 9 de abril se oficializó su regreso al Cruzeiro, como entrenador del primer equipo.Sin embargo, el 22 de septiembre, fue despedido de su cargo después de una serie de malos resultados en el Brasileirão.
En octubre de 2024, asumió al frente del Red Bull Bragantino y firmó un contrato hasta diciembre del 2025.

## Clubes

### Como entrenador
| Club                | País   | Año           |
| ------------------- | ------ | ------------- |
| Red Bull Brasil     | Brasil | 2013          |
| Desportivo Brasil   | Brasil | 2022          |
| Cruzeiro            | Brasil | 2023          |
| Cruzeiro            | Brasil | 2024          |
| Red Bull Bragantino | Brasil | 2024-presente |

## Estadísticas como entrenador
| Equipo                          | Div.                | Temporada           | Liga  | Liga | Liga | Liga | Liga |       | Copa | Copa | Copa | Copa  |   | Internacional | Internacional | Internacional | Internacional | Internacional |   | Otros | Otros | Otros | Otros |    | Totales     | Totales | Totales | Totales | Totales | Totales | Totales | Totales |
| Equipo                          | Div.                | Temporada           | Part. | G    | E    | P    | Pos. | Part. | G    | E    | P    | Part. | G | E             | P             | Pos.          | Part.         | G             | E | P     | Part. | G     | E     | P  | Rendimiento | GF      | GC      | Dif.    |         |         |         |         |
| ------------------------------- | ------------------- | ------------------- | ----- | ---- | ---- | ---- | ---- | ----- | ---- | ---- | ---- | ----- | - | ------------- | ------------- | ------------- | ------------- | ------------- | - | ----- | ----- | ----- | ----- | -- | ----------- | ------- | ------- | ------- | ------- | ------- | ------- | ------- |
| Red Bull Bragantino II · Brasil | PA                  | 2013                | -     | -    | -    | -    | -    | 12    | 2    | 4    | 6    | -     | - | -             | -             | -             | -             | -             | - | -     | 12    | 2     | 4     | 6  | 27.78%      | 4       | 11      | -7      |         |         |         |         |
| Desportivo Brasil · Brasil      | PA                  | 2022                | -     | -    | -    | -    | -    | 9     | 1    | 4    | 4    | -     | - | -             | -             | -             | -             | -             | - | -     | 9     | 1     | 4     | 4  | 25.92%      | 8       | 10      | -2      |         |         |         |         |
| Desportivo Brasil · Brasil      | Total               | Total               | -     | -    | -    | -    | -    | 9     | 1    | 4    | 4    | -     | - | -             | -             | -             | -             | -             | - | -     | 9     | 1     | 4     | 4  | 25.92%      | 8       | 10      | -2      |         |         |         |         |
| Cruzeiro · Brasil               | 1.ª                 | 2023                | 1     | 0    | 1    | 0    | Int. | -     | -    | -    | -    | -     | - | -             | -             | -             | -             | -             | - | -     | 1     | 0     | 1     | 0  | 33.33%      | 0       | 0       | +0      |         |         |         |         |
| Red Bull Bragantino II · Brasil | PA                  | 2024                | -     | -    | -    | -    | -    | 15    | 8    | 2    | 5    | -     | - | -             | -             | -             | -             | -             | - | -     | 15    | 8     | 2     | 5  | 57.77%      | 26      | 20      | +6      |         |         |         |         |
| Red Bull Bragantino II · Brasil | Total               | Total               | -     | -    | -    | -    | -    | 27    | 10   | 6    | 11   | -     | - | -             | -             | -             | -             | -             | - | -     | 27    | 10    | 6     | 11 | 44.45%      | 30      | 31      | -1      |         |         |         |         |
| Cruzeiro · Brasil               | 1.ª                 | 2024                | 27    | 12   | 6    | 9    | Inc. | -     | -    | -    | -    | 8     | 5 | 2             | 1             | Inc.          | -             | -             | - | -     | 35    | 17    | 8     | 10 | 56.19%      | 46      | 32      | +14     |         |         |         |         |
| Cruzeiro · Brasil               | Total               | Total               | 28    | 12   | 7    | 9    | -    | -     | -    | -    | -    | 8     | 5 | 2             | 1             | -             | -             | -             | - | -     | 36    | 17    | 9     | 10 | 55.55%      | 46      | 32      | +14     |         |         |         |         |
| Red Bull Bragantino · Brasil    | 1.ª                 | 2024                | 7     | 2    | 4    | 1    | 16.º | -     | -    | -    | -    | -     | - | -             | -             | -             | -             | -             | - | -     | 7     | 2     | 4     | 1  | 47.62%      | 10      | 8       | +2      |         |         |         |         |
| Red Bull Bragantino · Brasil    | 1.ª                 | 2025                | 20    | 8    | 3    | 9    | -    | 19    | 6    | 4    | 9    | -     | - | -             | -             | -             | -             | -             | - | -     | 39    | 14    | 7     | 18 | 41.88%      | 44      | 47      | -3      |         |         |         |         |
| Red Bull Bragantino · Brasil    | Total               | Total               | 27    | 10   | 7    | 10   | -    | 19    | 6    | 4    | 9    | -     | - | -             | -             | -             | -             | -             | - | -     | 46    | 16    | 11    | 19 | 42.75%      | 54      | 55      | -1      |         |         |         |         |
| Total en su carrera             | Total en su carrera | Total en su carrera | 55    | 22   | 14   | 19   | -    | 55    | 17   | 14   | 24   | 8     | 5 | 2             | 1             | -             | -             | -             | - | -     | 118   | 44    | 30    | 44 | 45.76%      | 138     | 128     | +10     |         |         |         |         |
| 1. 2.                           |                     |                     |       |      |      |      |      |       |      |      |      |       |   |               |               |               |               |               |   |       |       |       |       |    |             |         |         |         |         |         |         |         |

#### Resumen por competencias
| Competición       | Partidos | Ganados | Empatados | Perdidos | %      | Resultado        |
| ----------------- | -------- | ------- | --------- | -------- | ------ | ---------------- |
| Brasileirão       | 55       | 22      | 14        | 19       | 48.48% | 7.º lugar        |
| Copa de Brasil    | 6        | 1       | 2         | 3        | 27.78% | Octavos de final |
| Paulistão         | 37       | 14      | 8         | 15       | 45.05% | Cuartos de final |
| Copa Paulista     | 12       | 2       | 4         | 6        | 27.78% | Fase de grupos   |
| Copa Sudamericana | 8        | 5       | 2         | 1        | 70.83% | Cuartos de final |
| TOTAL             | 118      | 44      | 30        | 44       | 45.76% | Sin Títulos      |